# Маренго (Охајо)
Маренго (енгл. Marengo) град је у америчкој савезној држави Охајо.

## Демографија
По попису из 2010. године број становника је 342, што је 45 (15,2%) становника више него 2000. године.
| Група             | 2000.       | 2010.       |
| Белци             | 284 (95,6%) | 325 (95,0%) |
| Афроамериканци    | 0 (0,0%)    | 0 (0,0%)    |
| Азијати           | 1 (0,3%)    | 0 (0,0%)    |
| Хиспаноамериканци | 2 (0,7%)    | 5 (1,5%)    |
| Укупно            | 297         | 342         |